# Phyllanthus embergeri
Phyllanthus embergeri là một loài thực vật có hoa trong họ Diệp hạ châu. Loài này được Haicour & Rossignol miêu tả khoa học đầu tiên năm 1987 publ. 1988.